# Hype!
Hype! je dokumentární film o hudebním stylu grunge a jeho popularitě v USA v devadesátých letech 20. století. Obsahuje řadu rozhovorů a záběrů kapel TAD, Mudhoney, Nirvana, Soundgarden, The Gits, Love Battery, Flop, Melvins, Mono Men, The Supersuckers, Zipgun, Seaweed, Pearl Jam, 7 Year Bitch, Hovercraft, Gas Huffer a Fastbacks (převážná část těchto kapel se pojí s vydavatelstvím Sub Pop).